# Gletsjerdynamica

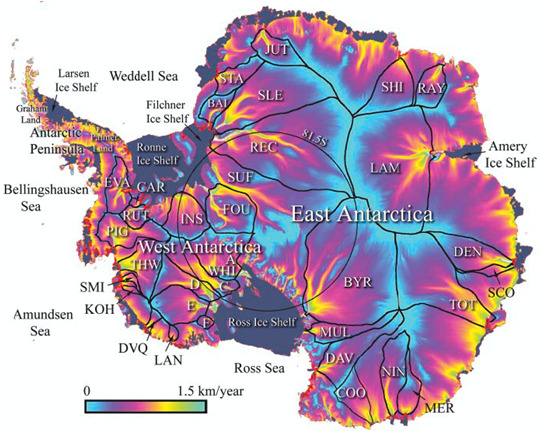
Snelheden van de verschillende ijsstromen in de Antarctische ijskap

De gletsjerdynamica maakt onderdeel uit van de klassieke mechanica. De mechanica bestudeert zowel de ijskapdynamica en gletsjerdynamica van massatransport (permafrost, ijsdikte, ijssnelheid, versnelling) door de koude en warme deformatietheorie van gletsjerijs, alsook de gletsjerkinematica van druktransport (snelheid) en impulstransport (ijsdikte, snelheid). Hiermee kan de totale beweging van een gletsjer in reactie op een veranderende ijsmassabalans beschreven worden.

## Golftheorie, veldwaarneming en oudste zienswijze
De moderne continuïteitstheorie van massatransport (Campbell & Rasmussen, 1969; Budd & Mclnnes, 1971; Oerlemans, 1982-97) en de kinematische golftheorie van druk- en impulstransport (Boussinesq, 1877, Lighthill & Whitham, 1955; Nye, 1958) beschrijven en verklaren in theorieën de oudste zienswijze van Forel (1881) en Richter (1883) over interacties over hoe gletsjers vroegtijdig aan de voet ervan in de massabalans reageren en bewegen op een klimaatverandering:
Waarnemingen van een gletsjeraanwas laten aan het verloop zien dat wanneer gedurende jaren de ijsmassa van het firnveld in het hogere deel sterker toeneemt dan in de eraan voorafgaande jaren, deze ijsmassa een toenemende firndruk uitoefent op de vooruitgelegen ijsmassa, tot het moment intreedt dat de firndruk de weerstand van de vooruitgelegen ijsmassa in het lagere deel overtreft. Daarbij verlaat als eerste opstapje het firnijs als één wel (dal) het firnveld, (voorafgegaan door een verdikking). Onmiddellijk neemt de ijssnelheid over het totale gletsjeroppervlak toe, waarbij de dwarsdoorsnede waarvan de ijsdikte toeneemt bij de gletsjerstern in het lagere deel aankomt. Maar ruim voor aankomst begint de gletsjerstern aan het uiteinde van de gletsjer met aanwas, omdat over de gehele valleigletsjer de oppervlaktebeweging door de firndruk toeneemt. 

De Marchi (1895) die de verhoogde oppervlakte snelheidsbeweging van de verdikkingslijn(en) voorstelde als een continue golffunctie en Finsterwalder (congres van Wenen, 1903) die de noodzakelijke randvoorwaarde van aaneengesloten winterse jaren beschreef met een positieve ijsmassabalans voor sluitende bewijsvoering om terugloop van de golf te voorkomen en met het vermoeden van één shockgolf, stelden in het voetspoor van de Franse oceanograaf Joseph Valentin Boussinesq (1877) de eerste toegepaste mathematische vergelijkingen op voor de Forel-Richter-theorie; een kleine wijziging (Engels: trigger) kan een grote verandering op gang brengen zodra de kritische drempel overschreden is. De uitgebreide kinematische theorie werd door Finsterwalder (1907) en Marchi (1911) beschreven. 

## Continuïteitstheorie

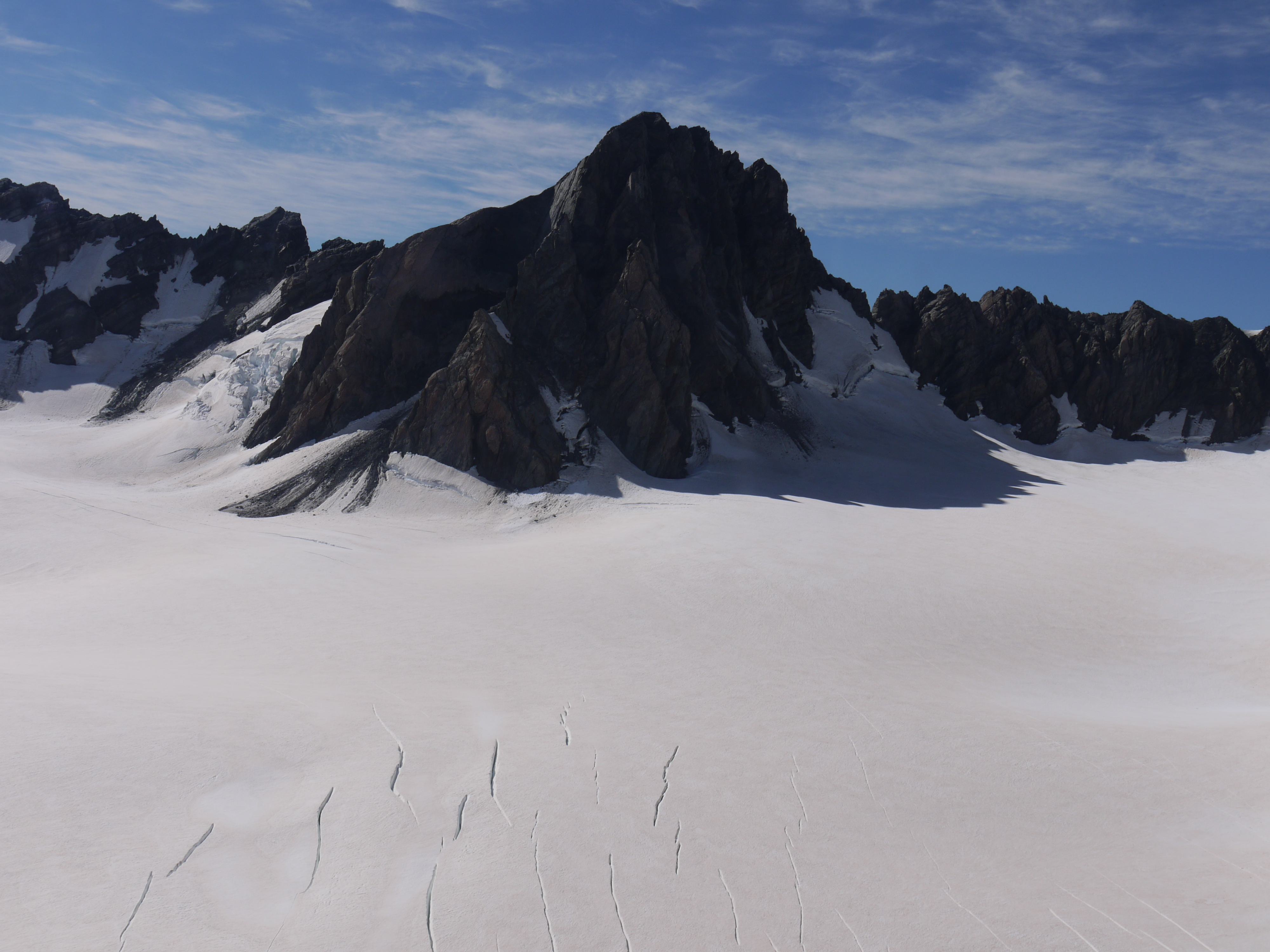
Franz Josefgletsjer, firnveld 20 km²

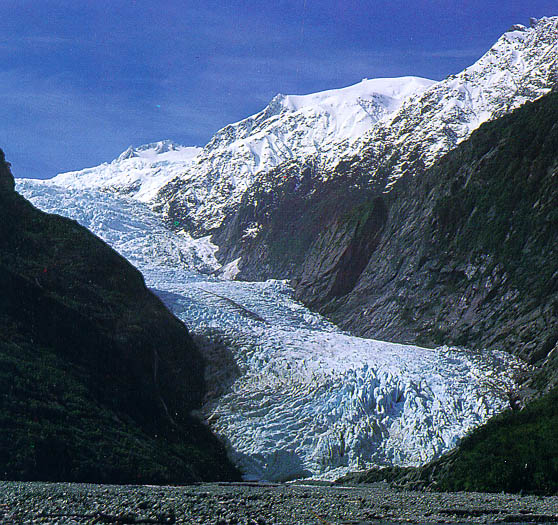
Franz Josefgletsjer, onderste deel, 2001

De zeer trage gletsjerdynamica van massatransport waaruit de modern fysisch-mathematische continuïteitstheorie is voortgekomen, bepaalt dat de steile en nauwe Franz Josefgletsjer op het zuidelijk halfrond in het regenachtige en natte Nieuw-Zeeland met een in de bergen gelegen accumulatiegebied er 15 jaar over doet om zich in de ligplaats op zeeniveau aan te passen aan een klimaatverandering. Gletsjers in het droge en koudere Spitsbergen doen er volgens berekeningen 200 jaar over.
Dezelfde continuïteitstheorie bepaalt dat indien door een reeks van plussen het firnmassief door een metershoge sneeuwlaag stapsgewijs ieder jaar met een halve meter toeneemt, de Rhônegletsjer op het noordelijk halfrond in het Zwitserse kanton Wallis een responstijd in het lagere deel heeft van 58 tot 61 jaar. 

## Klimaatindicator
Getemperde valleigletsjers zijn zoals uit de oudste zienswijze van de Zwitserse oceanograaf François-Alphonse Forel bleek, in tijden dat valleigletsjers sinds de Kleine IJstijd hernieuwde aangroei lieten zien, gevoelige en snelle indicatoren voor een regionale klimaatverandering, omdat volgens John F. Nye een kleine verandering in het klimaat een snelle vormverandering in het onderste deel van de gletsjer kan opbrengen. 

Een vormverandering in het onderste deel van de gletsjer die reeds na enkele jaren een snelle aanpassing van het gletsjervolume in lengterespons laat zien. Dit kan volgens de zienswijze van Hans Oerlemans voor het onderste deel zowel met de moderne continuïteitstheorie de dynamica van massatransport alsook met de klassieke kinematica worden aangetoond, waarbij het continuïteitsmodel voor het onderste deel - in samenwerking - een rijkere dynamica heeft dan de golftheorie die door Nye, Weertman en Glen werd gebruikt.

## Nederlands Polair Programma
In de glaciologie is de interactie ijskapdynamica en klimaatverandering een van de hoofdonderwerpen in het nieuw Nederlands Polair Programma (NPP) om aansluiting te houden bij het internationaal poolonderzoek, waarbij mede het bijzondere verschijnsel van glacier surging op het programma staat. 

Glacier surge
Glacier surge is een veelvuldig waargenomen verschijnsel dat gletsjerbewegingen in grote en kleine ijskappen van het subpolaire type plotsklaps toenemen met een factor 5 tot 10 en zelfs tot meer dan 100. Het verschijnsel treft men in Europa of bij de continentale gletsjers vrijwel niet aan. Het Arctische en Antarctische verschijnsel van surge bij klimaatinteracties is nog onvoorspelbaar. Het verschijnsel laat zich in de mechanica als onderdeel van de dynamica beschrijven als een onzekere golfbeweging in zowel het aanvangstijdstip als in de tijdsduur ervan en gaat gepaard met massatransport van het accumulatiegebied naar het smelt- of afkalvingsgebied. Dit gebeurt als een golfbeweging die maar weinig regelmaat heeft. Gedurende de actieve periode met een tijdsduur van enige jaren, maanden of dagen neemt de ijssnelheid toe om daarna voor een veel langere tijd de oude waarde aan te nemen. Bij slip van getemperde gletsjers over de rotsbodem de grondbeweging bevindt het ijs zich op het druksmeltpunt, bij surge met polythermisch of koud poolijs speelt het (oppervlakte)smeltwater dat tot aan de rotsbodem is gekomen een belangrijke rol, waarbij tijdens de korte actieve periode van surge  een kinematische golf aan het ijsoppervlak kan lopen.

## Historische ontwikkeling
Kinematica

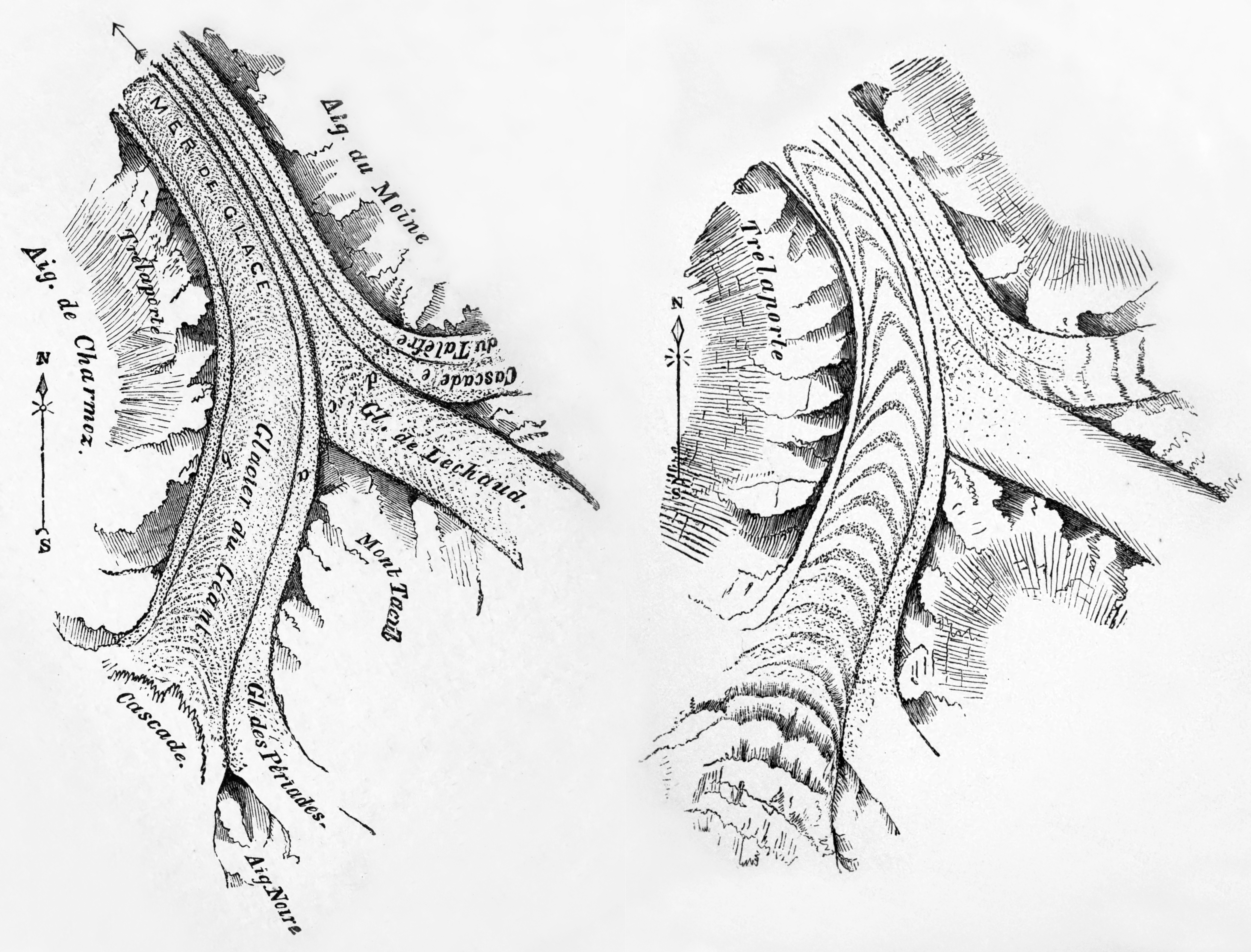
Mer-de-Glacé, het bovenste deel dynamisch onderzocht op golven aan het reliëf door James Forbes, 1859; beschreven in een oudste ontwerptheorie door François-Alphonse Forel, 1881; kinematisch op één impulsgolf onderzocht en opgemeten in het onderste deel door Joseph Vallot, 1891-95-(1900), waarbij de trage geltsjerdynamica nog sterk onder invloed stond van de Kleine IJstijd.

Lighthill & Whitham (1955) herformuleerden de uitgebreide kinematische theorie van De Marchi (1911) en Finsterwalder (1907) en introduceerden de term kinematische golf waarmee de Engelse school in het jaar 1958 met Nye, Weertman en Glen de causaliteit aantoonde. Dit deed men nadat Glen over een nieuwe theorie van een non-newtoniaanse ijsmassa publiceerde. Met de oudste aantekeningen aan de Mer-de-Glacé van de Schot James Forbes en van de landmeetkundige Fransman Joseph Vallot poogde de Engelse school de afzonderlijke impulsgolven nader te verklaren. Kinematische golven verklaarde men in de wetenschap door snelheidsvariaties tussen naburige dwarsdoorsneden met drukverschillen.

Campbell & Rasmussen (1970) waren een andere weg ingeslagen en hebben in de vroeg numeriek-mathematische ontwikkeling het verschijnsel aangetoond met de Navier-Stokes-vergelijkingen (met een reële set van ideële parameters) een vergelijking uit de klassieke mechanica gebaseerd op de wetten van Newton, die overeenkomsten heeft met de scholastiek van Nye.
Dynamica
Campbell & Rasmussen (1970) berekenden de deformatie van de dynamica en de diffusie numeriek waarbij met twee te onderscheiden hellingshoeken oscillerende wellen (dalen) ontstonden van -4 en -2 meter. Initieel plaatste men in de numerieke berekening in een stijl firnveld een 10 meter hoge ijsbult met op drie kilometer afstand een te onderscheiden hellinghoek naar een zacht hellende valleigletsjer, alwaar in de overgang gletsjer-firnveld ophoping plaatsvond tot 14 meter hoogte. En met een gletsjerlengte van vier kilometer liet men in de berekening zien dat de dynamische responstijd 49 jaar bedroeg waarbij men nog was uitgegaan van de oude theorie van een Newtoniaanse ijsmassa. Zij lieten numeriek zien dat de ijsdikte bij afwezigheid van permafrost aanzienlijk afnam en dat de Newtoniaanse oscillatie van Navier-Stokes met de twee veldjes van diep -4 en -2 meter aanwezig is.

Budd & Mclnnes (1971) formuleerden een diffusietheorie met permafrost dat door de Nederlandse school van de scholastiek (1982-97) werd opgepakt voor nader onderzoek.
Glaciologie en Klimatologie
De Zwitser Louis Agassiz (geoloog, paleontoloog) leerde in 1837 als toehoorder van Johann von Charpentier dat de aarde ooit onderworpen moet zijn geweest aan een grote ijstijd. Agassiz startte kort daarop aan de Unteraargletsjer nabij Hôtel des Neuchâtelois het oudste gletsjerwetenschappelijk veldwerk. In 1840 besprak hij zijn werk met de Schot James David Forbes (natuurkundige). In hetzelfde jaar publiceerde hij Études sur les glaciers. Na het veldwerk aan de Unteraargletsjer als onderdeel voor de wetenschappelijke bewijsvoering van het glaciaalpostulaat, werd de glaciologie als vakgebied zo geleidelijk aan in het leerplan van binnenlandse en buitenlandse universiteiten opgenomen. Ondertussen raakte de Ier John Tyndall door de Engelstalige publicaties van zijn landgenoot James Forbes geïnspireerd. Tyndall ging verder dan bij Forbes het geval was op vraagstukken in en bestudeerde de manuscripten die hij van Forbes in handen kreeg. Hij probeerde de vraagstukken met zijn inzichten in overeenstemming te brengen. Zij hebben voor de school van de scholastiek de meest bekend gebleven pogingen ondernomen om met de beweging van het gletsjerijs tot een fysisch-mathematische verhandeling te komen. Tyndall en Forbes hebben voor de school gemeen dat ze in de mathematica en fysica waren geschoold met wederzijds interesse voor het regulatiemechanisme van getemperd gletsjerijs. In de fysica deed men onderzoek met onzichtbare straling dat bij Tyndall de fundamenteel wetenschappelijke bijdrage leverde naar de opwarming van de aardse atmosfeer door waterdamp en koolstofdioxide. Zodoende kon de Zweed Svante Arrhenius (scheikundige) het jaar 1896 de eerste atmosferische aantekeningen maken over klimaatverandering door een koolstofdioxideconcentratie verandering. Een verlaging ervan zou een ijstijd veroorzaken. Zijn eerste publicatie had als titel On the Influence of Carbonic Acid in the Air upon the temperature of the Ground. En maakte hij vijf jaar later op basis van koolstofdioxide de eerste klimaatberekeningen. De Amerikaan Thomas Chamberlin (geoloog), geïnspireerd geraakt door het onderzoek van Tyndall en Arrhenius, begon dat jaar het jaar 1896 met het onderzoek naar de koolstofkringloop.